# Minoa sordiata
Minoa sordiata är en fjärilsart som beskrevs av Carl von Linné 1767. Minoa sordiata ingår i släktet Minoa och familjen mätare. Inga underarter finns listade i Catalogue of Life.